# Largo da Segunda-Feira

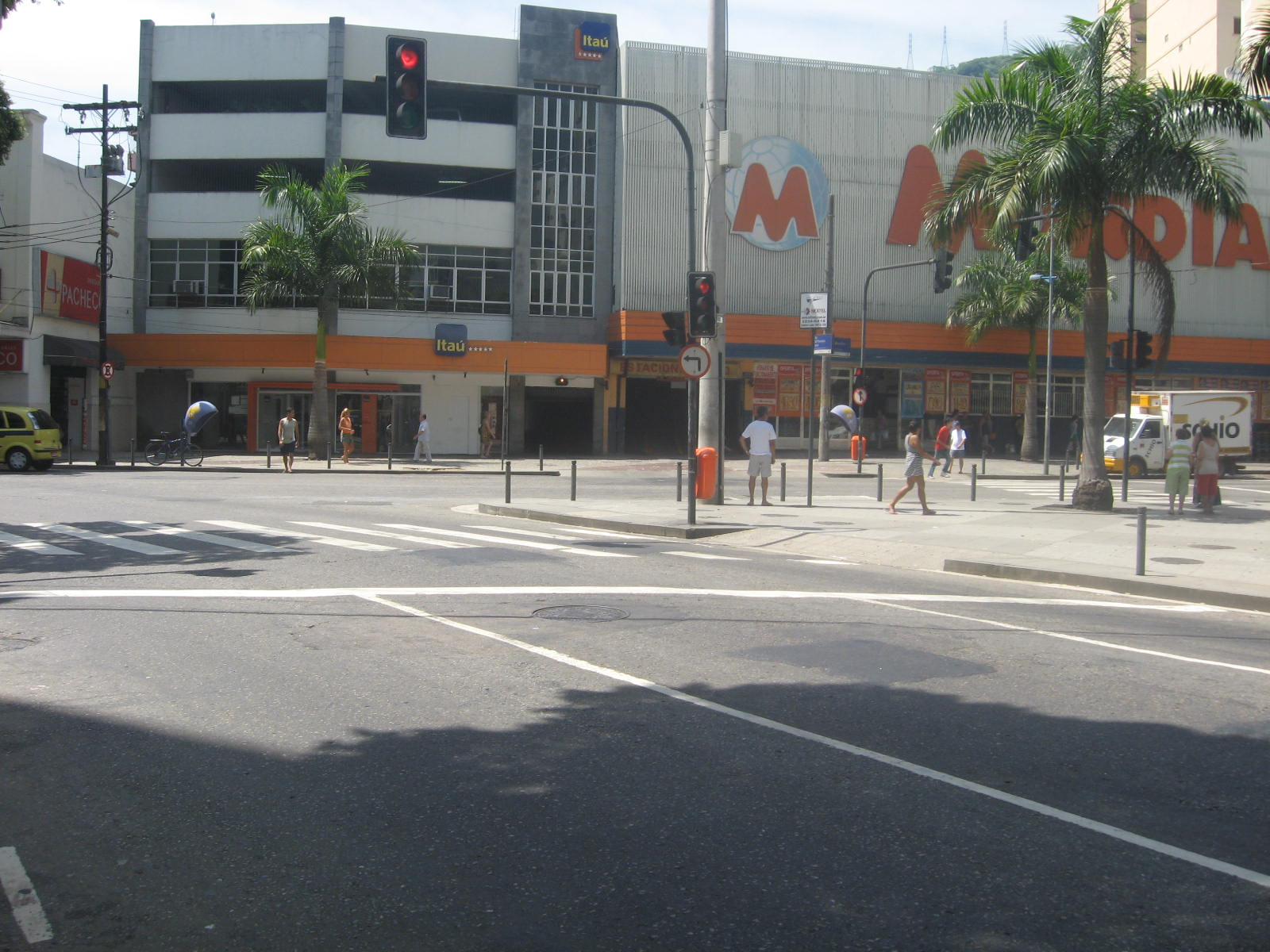
Largo da Segunda-Feira

Largo da Segunda-Feira é um sub-bairro localizado no bairro da Tijuca, na cidade do Rio de Janeiro.

## História
Localiza-se próximo ao leito do Rio Trapicheiros. O local denomina o encontro da Rua São Francisco Xavier com Rua Haddock Lobo e Rua Conde de Bonfim.
O nome passou a ser utilizado após um homicídio. Segundo Brasil Gérson, na parte das terras dos jesuítas, postas à venda pelo governo colonial e adquiridas, em 1762, por Manuel Luis Vieira, o que havia era um resto de canavial, cortado por um pequeno arroio, sobre o qual havia uma improvisada ponte de madeira. Numa segunda-feira, perto dessa ponte, um homem amanheceu misteriosamente morto. Enterraram-no nesse local, no largo ainda mal desenhado, que por esse ocorrido, passou a ser chamado de Largo da Segunda-Feira. O acontecimento foi considerado incomum para o século XVIII, pois a área era pouco habitada e os episódios de violência eram raros.
Havia nesse local uma cruz, alusiva ao acontecimento, que tombou em 1880.
Predomina nos dias atuais uma das áreas mais comerciais da Tijuca contendo supermercados, bares, lanchonetes, restaurantes, lojas, bancos e prédios.
Em 2022 o prefeito Eduardo Paes homenageou o cantor Erasmo Carlos, alterando o nome do largo para Largo da Segunda-Feira Erasmo Carlos.

## Fonte
- ROSE, Lili e AGUIAR, Nélson. Tijuca de rua em rua. Rio de Janeiro: Ed. Rio, 2004.